# Echinogorgia humilis
Echinogorgia humilis is een zachte koraalsoort uit de familie Plexauridae. De koraalsoort komt uit het geslacht Echinogorgia. Echinogorgia humilis werd in 1910 voor het eerst wetenschappelijk beschreven door Nutting. 